# Monica Helms
Monica F. Helms (Sumter, 8 de março de 1951) é uma ativista, escritora e veterana da Marinha dos EUA. É a criadora da bandeira trans.

## Ativismo
A Bandeira do Orgulho Transgênero foi desenhada por Helms em 1999, e foi hasteada pela primeira vez em um Desfile do Orgulho em Phoenix, Arizona, em 2000. Helms doou a Bandeira do Orgulho Transgênero original na primeira cerimônia em homenagem à adição de uma coleção de itens históricos LGBT no Smithsonian em 19 de agosto de 2014.
Helms fundou a Transgender American Veterans Association (TAVA) em 2003 e permaneceu presidente até 2013. Em 1.º de maio de 2004, a TAVA patrocinou a primeira Marcha de Veteranos Transgêneros para o Muro. Cinquenta veteranos trans chegaram a DC e visitaram o Memorial do Vietnã para homenagear pessoas que conheciam cujos nomes estão no The Wall. Eles também fizeram história quando se tornaram as primeiras pessoas abertamente transgêneros a colocar uma coroa de flores no Túmulo dos Desconhecidos. Eles fizeram isso novamente em 2005.Mesmo agora, Helms continua a defender membros e veteranos do serviço transgêneros.
Ela foi eleita como delegada para a Convenção Nacional Democrata de 2004 em Boston, Massachusetts. Ela foi a primeira pessoa trans eleita para uma Convenção DNC da Geórgia.
Em junho de 2019, para marcar o 50o aniversário dos tumultos de Stonewall, um evento amplamente considerado um momento divisor de águas no moderno movimento de direitos LGBTQ, Queerty a nomeou uma das Pessoas do Pride50 por "indivíduos pioneiros que garantem ativamente que a sociedade continue se movendo em direção à igualdade, aceitação e dignidade para todas as pessoas queer".